# Mike Stud
Mike Stud, de son vrai nom Michael Seander (né le 30 octobre 1988 à Cranston), est un artiste américain de hip-hop et ancien joueur de baseball. Il se fait connaître pour la première fois à la suite de la sortie de son single College Humor, originellement enregistré sur GarageBand, alors qu'il était lanceur des Blue Devils de Duke.

## Biographie

### Baseball
Seander fréquente l'Université Duke à Durham, en Caroline du Nord, pour jouer au baseball pour les Blue Devils. Pendant son séjour à Duke, il est coéquipier avec l'actuel lanceur des Yankees de New York Marcus Stroman, qui apparaîtra plus tard sur le remix de la chanson titre de l'album These Days de Seander en 2016. En 2007, Seander sauve neuf matchs en 28 apparitions et obtient une ERA de 1,61 (la plus basse dans l'histoire du baseball de l'Université Duke). Ces neuf sauvetages sont le cinquième plus haut total dans l'histoire de l'école et était bon pour la quatrième meilleure dans l'ACC cette saison-là. À la fin de la saison, Seander est nommé dans les équipes Louisville Slugger et Rivals.com Freshman All-American. Le natif de Rhode Island passe également un été en 2007 en tant que closer pour les Newport Gulls dans le NECBL. 
En 2008, Seander lance dans seulement trois matchs en raison d'une tendinite au coude et est allé 2-0 avec une ERA de 4,05 en 6 2⁄3 manches lancées. La blessure nécessite plus tard une intervention chirurgicale de type Tommy John. Pendant l'été, il lance pour les Wareham Gatemen de la Cape Cod League Après avoir manqué toute la saison 2009 pour se remettre de l'opération, Seander a figuré au tableau d'honneur académique de l'ACC pour la deuxième année. En 2010, il participe à neuf matchs pour les Blue Devils, frappant neuf fois en 82⁄3 manches lancées,

### Musique
Pendant sa convalescence, Mike Stud se tourne vers la musique pour passer le temps,. En décembre 2010, Stud publie un clip vidéo pour College Humor, déclarant qu'il avait créé ce morceau pour faire une blague à ses coéquipiers de baseball.
Le 13 mai 2013, Stud sort son premier album studio Relief. Le 7 juillet 2014, il sort son deuxième album Closer. Le 30 octobre 2015, il sort un mini-album de 8 titres, This Isn't the Album, un mélange de singles déjà sortis et de nouvelles pistes. Le 12 janvier 2016, Stud sort son troisième album studio, These Days, qui comprend un featuring de l'ancien lanceur des Blue Jays de Toronto et ancien coéquipier de Duke, Marcus Stroman.

## Discographie

### Albums studio
- 2011 : A Toast to Tommy
- 2013 : Relief
- 2014 : Closer
- 2016 : These Days
- 2018 : 4thehomies
- 2019 : Uhyuready?
- 2021 : The Highs

### Mixtapes
- 2011 : Click avec Huey Mack
- 2013 : Sunday Stud Tape
- 2013 : Sunday Stud Tape Vol. 2
- 2015 : It's Spring Break, Homie
- 2015 : This Isn't the Album